# 格蘭德艾爾 (緬因州)
格蘭德艾爾（英語：Grand Isle）是一個位於美國緬因州阿魯斯圖克縣的市鎮。

## 人口
根據2020年美國人口普查的數據，格蘭德艾爾的面積為91.63平方千米，當中陸地面積為89.59平方千米，而水域面積為2.04平方千米。當地共有人口366人，而人口密度為每平方千米4人。